# Walter F. Tichy
Walter F. Tichy (né le 22 avril 1952 à Bad Reichenhall) est un informaticien allemand. Il est professeur d'informatique à l'Institut de Technologie de Karlsruhe en Allemagne, où il enseigne des cours de génie logiciel.
Il est connu comme le développeur initial de RCS, un logiciel de gestion de versions (versioning). Il a également écrit des articles très renommés sur la recherche expérimentale en génie logiciel, le problème de la correction de chaines de caractères, sur la gestion de configuration logicielle ainsi que sur l'extreme programming (XP).